# Jarl Kulle
Jarl Lage Kulle (Ekeby, 27 februari 1927 – Gregersboda, 3 oktober 1997) was een Zweeds acteur.

## Biografie
Jarl Kulle werd geboren in Skåne. Hij was een van de belangrijkste Zweedse acteurs van zijn generatie. Kulle speelde dikwijls mee in tv-producties, in het Kungliga Dramatiska Teatern, de koninklijke schouwburg van Stockholm, en in films. Hij werkte regelmatig samen met regisseur Ingmar Bergman en vertolkte onder meer rollen in diens film Geheimen van vrouwen (1952), Glimlach van een zomernacht (1955) en Fanny en Alexander (1982). 
In 1982 ontving Kulle de koninklijke onderscheiding Litteris et Artibus.
Hij stierf aan botkanker in 1997.

## Filmografie (selectie)
- 1951: Leva på Hoppet
- 1952: Kvinnors väntan
- 1953: Barabbas
- 1954: Karin Månsdotter
- 1955: Sommarnattens leende
- 1956: Sista paret ut
- 1958: Fröken April
- 1959: Sängkammartjuven
- 1964: För att inte tala om alla dessa kvinnor
- 1964: Käre John
- 1981: Rasmus på luffen
- 1982: Fanny och Alexander
- 1987: Babettes gæstebud
- 1993: Telegrafisten